# Clasificación comercial de los productos químicos

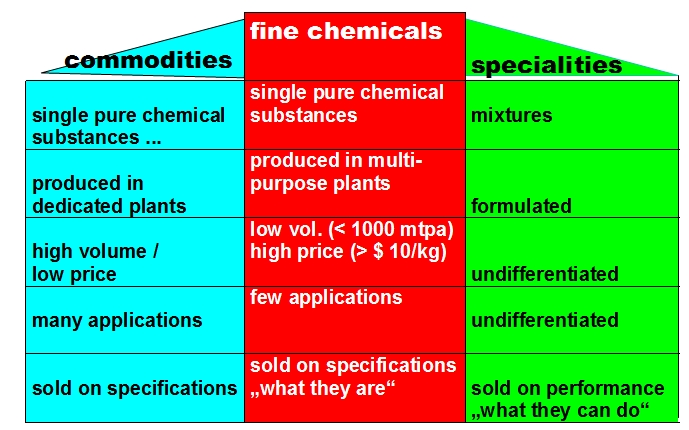
Clasificación comercial de productos químicos.

Siguiendo la clasificación comercial de los productos químicos, los productos químicos producidos por la industria química se pueden dividir esencialmente en tres categorías amplias: 
- productos químicos básicos: son productos químicos producidos en grandes cantidades[1] y, en general, sus aplicaciones se remontan a su estructura química;[1] por esta razón, dos productos producidos por dos proveedores diferentes pero con la misma estructura química y pureza son casi idénticos y se pueden intercambiar fácilmente;[1] son producidos por una planta continua y en general su costo es relativamente bajo; ejemplos de productos químicos son amoníaco y óxido de etileno;
- productos químicos especiales (o productos químicos especializados): están constituidos por una mezcla de diferentes sustancias químicas,[1] que está diseñada y producida para ser aplicada a una aplicación específica;[1] la formulación de especialidades es el resultado de investigaciones científicas realizadas por la empresa productora, por lo que cada formulación y propiedades asociadas son únicas y, por esta razón, en la mayoría de los casos no es posible intercambiar fácilmente dos especialidades diferentes producidas por dos proveedores diferentes;[1] ejemplos de aplicaciones de productos químicos especializados son la industria farmacéutica y la agricultura; se producen por planta de procesamiento por lotes y, en general, su costo es mayor si se compara con los productos químicos básicos;
- productos químicos finos: como productos químicos básicos, son sustancias químicas caracterizadas por su estructura química, pero, al contrario que los productos químicos básicos, se producen en pequeña cantidad;[2] los productos químicos finos pueden usarse como componentes en la formulación de productos químicos especializados;[2] por ejemplo, los ingredientes activos de las drogas farmacéuticas son químicos finos, pero la droga farmacéutica es una especialidad química; Ejemplos de aplicaciones de productos químicos finos son: industria farmacéutica, agricultura, productos químicos para fotografía y productos químicos electrónicos;[3] se producen por planta de procesamiento por lotes y en general su costo es relativamente alto.

## Matriz de Kline

Matriz Kline.

La matriz de Kline fue presentada por primera vez en 1970 por Charles Howard Kline. Es una clasificación más detallada de la anterior, que distinguía los productos químicos en dos subclases, denominadas respectivamente "productos básicos verdaderos" y "pseudo productos básicos". En general, la clasificación de los productos de la industria química según la matriz de Kline está relacionada con la producción mundial de productos químicos (medida, por ejemplo, en toneladas / año) y con su valor agregado.
Siguiendo esta clasificación, los productos de la industria química se dividen en cuatro categorías: 
- producto básico verdadero: alta producción y alto valor agregado
- químico fina: baja producción y alto valor agregado.
- pseudo-producto básico (o producto de marca ): alta producción y bajo valor agregado
- especialidad química: baja producción y bajo valor agregado.

## Químicos básicos
El concepto de productos químicos básicos está muy cerca de los productos químicos. De hecho, los productos químicos básicos son sustancias químicas utilizadas como material de partida para la producción de una amplia variedad de otros productos químicos; por esta razón, son productos básicos en general, porque son muy demandados.  Algunos ejemplos de productos químicos básicos son: etileno, benceno, cloro y ácido sulfúrico.

## Producto químico de alto volumen de producción
Productos químicos de alto volumen de producción (HPV) es otra clasificación comercial de sustancias químicas muy cercana a los productos químicos.  Estas categorías se utilizan en EE. UU. e incluyen todos los productos químicos producidos o importados por EE. UU. En una cantidad superior a 1 millón de libras.
Se supone que el número de productos químicos comercializados es de alrededor de 70,000 y alrededor del 5% de ellos son productos químicos de alto volumen de producción.